# Charlot boxer
Charlot boxer (în engleză The Champion) este un film american de comedie din 1915 produs de Jess Robbins și scris și regizat de Charlie Chaplin. În alte roluri interpretează actorii Edna Purviance și Ernest Van Pelt.

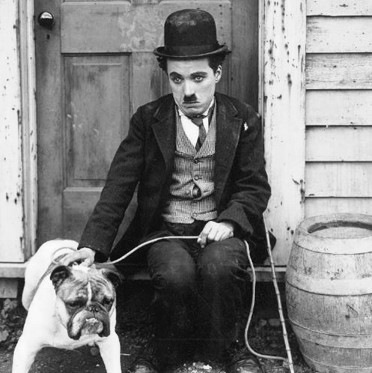
Charles Chaplin în Charlot boxer (1915)

## Prezentare
În această comedie, Charlie Chaplin are un partener - un buldog de companie. Plimbându-se de-a lungul unei străzi cu buldogul său, Charlie găsește o potcoavă  norocoasă în fața porții taberei de antrenament a unui luptător puternic, denumit Spike Dugan. Pe ușa acestuia este un anunț mare în care scrie că Dugan caută parteneri de sparring "care pot încasa un pumn". După ce vede cum alți luptători mai buni sunt bătuți de Dugan, Charlie decide că are șanse mai mari dacă pune potcoava norocoasă în mănușa de box. Cu această mănușă, Charlie îi trage lui Dugan un pumn zdravăn și câștigă. Antrenorul îl pregătește pe Charlie să lupte împotriva campionului mondial. Un parior vrea ca Charlie să piardă lupta. El și fiica antrenorului se îndrăgostesc unul de celălalt.

## Distribuție
- Charles Chaplin - Challenger
- Edna Purviance - Trainer's daughter
- Ernest Van Pelt - Spike Dugan
- Lloyd Bacon - Second sparring partner
- Leo White - Crooked gambler
- Carl Stockdale - Sparring partner
- Billy Armstrong - Sparring partner
- Paddy McGuire  - Sparring partner
- Bud Jamison - Bob Uppercut, Champion
- Ben Turpin - Ringside vendor